# Kızılırmak

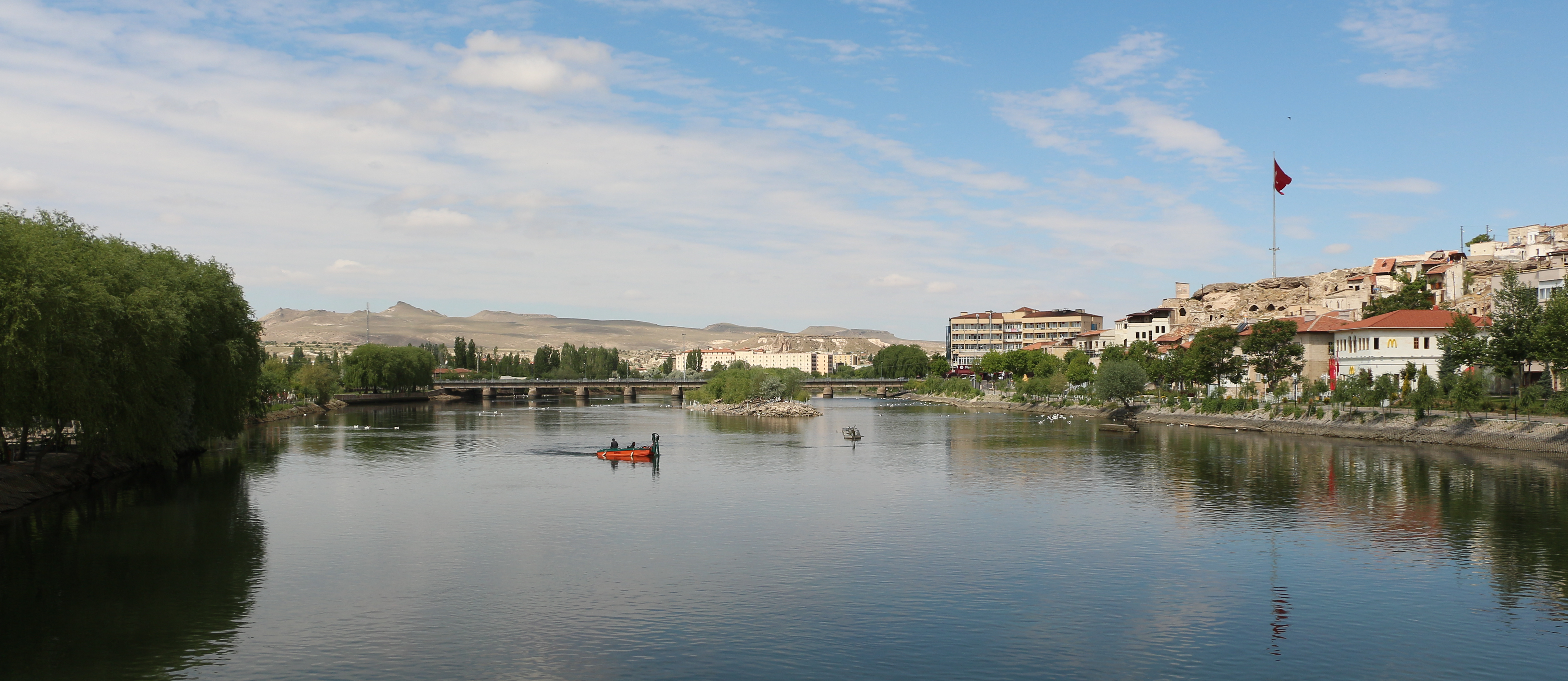
Kızılırmak i orten Avanos.

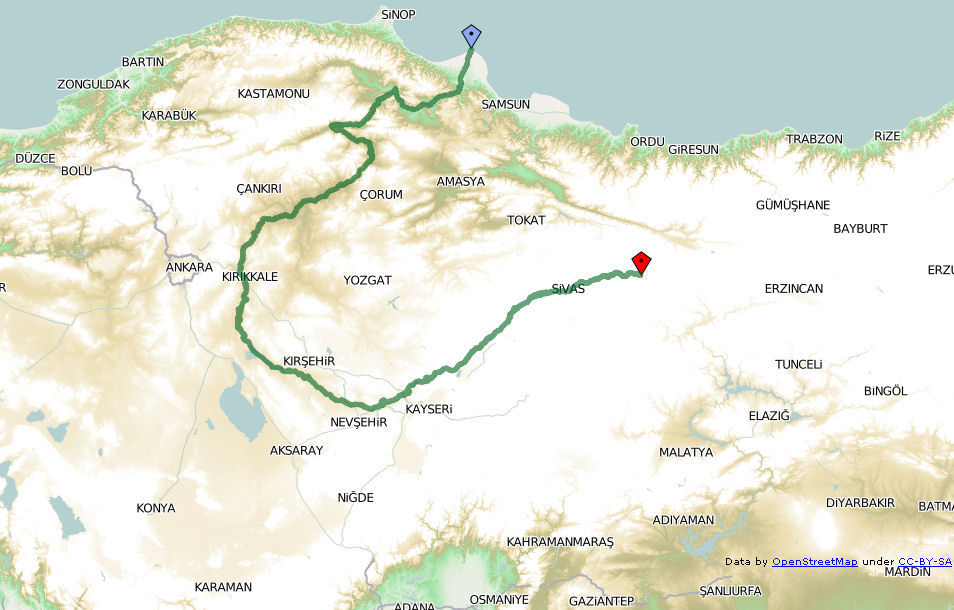
Flodens sträckning.

Kızılırmak (grekiska: Halys) är en omkring 1 180 km lång flod i Turkiet. Den rinner från mellersta Anatolien till Svarta havet.
Flodens avrinningsområde är 75 100 km² och vid mynningen är medelvattenföringen, 160 m³/s. Mellan februari och april har Kızılırmak höga flöden, eftersom snösmältningen äger rum. I flodens dalgång odlas vete och vindruvor.